# Espinosa del Camino
Pour les articles homonymes, voir Espinosa.
Espinosa del Camino est une commune située dans le Nord de l’Espagne, dans la comarque de Montes de Oca, dans la Communauté autonome de Castille-et-León, province de Burgos.
Sa population était de 36 habitants en 2010.
Le Camino francés du Pèlerinage de Saint-Jacques-de-Compostelle passe par cette localité.

## Géographie
Espinosa del Camino se situe à 39 km de Burgos.

## Démographie
| 1991 |  | 1996 |  | 2001 |  | 2004 |  | 2010 |
| ---- |  | ---- |  | ---- |  | ---- |  | ---- |
| 55   |  | 52   |  | 36   |  | 36   |  | 36   |

## Culture et patrimoine

### Le Pèlerinage de Compostelle
Par le Camino francés du Pèlerinage de Saint-Jacques-de-Compostelle, le chemin vient de Villambistia.
La prochaine halte est Villafranca Montes de Oca, avec les ruines de l'ancien monastère San Felices de Oca, l’hospice saint Antoine et l’ermitage de Notre Dame de Oca.

### Patrimoine religieux
Dans l’église de l’Assomption se trouve une statue romane et polychrome de San Indalecio, évangélisateur présumé de la contrée.

### Patrimoine civil
Comme la plupart des ormes européens, ceux de l'allée, que signalait, au XVIIe siècle, Eusebio Goicoechea dans son manuel du pèlerin, ont disparu.

## Sources et références
- (es) Cet article est partiellement ou en totalité issu de l’article de Wikipédia en espagnol intitulé « Espinosa del Camino » (voir la liste des auteurs).
- Grégoire, J.-Y. & Laborde-Balen, L. , « Le Chemin de Saint-Jacques en Espagne - De Saint-Jean-Pied-de-Port à Compostelle - Guide pratique du pèlerin », Rando Éditions, mars 2006,  (ISBN 2-84182-224-9)
- « Camino de Santiago St-Jean-Pied-de-Port - Santiago de Compostela », Michelin et Cie, Manufacture Française des Pneumatiques Michelin, Paris, 2009,  (ISBN 978-2-06-714805-5)
- « Le Chemin de Saint-Jacques Carte Routière », Junta de Castilla y León, Editorial Everest